# Phanaeus igneus
Phanaeus igneus es una especie de escarabajo del género Phanaeus, familia Scarabaeidae. Fue descrita científicamente por MacLeay en 1819.
Se distribuye por los Estados Unidos (Luisiana, Florida y Virginia). El color es variable en la especie, puede ser negro, verde o rojo.